# Flautando
Flautando oder flautato (italienisch „flötenartig“) ist eine Spielanweisung für Streichinstrumente, die besagt, dass der Bogen nahe am Griffbrett geführt werden soll. Bei dieser Spielweise werden einige (vor allem höhere) Obertöne am Entstehen gehindert, so dass der Klang insgesamt weniger Obertöne enthält und sich dem ebenfalls obertonarmen Klang einer Flöte annähert. Im Orchester ist diese Spielweise vor allem dann von Vorteil, wenn es darum geht, besonders weiche und leise Klänge zu produzieren, und kann daher auch als Alternative zum Spiel mit Dämpfer (con sordino) verwendet werden (beispielsweise wenn kein Dämpfer vorhanden ist, oder weil aufgrund einer zu kurzen Pause zwischen zwei Phrasen den Spielern die Zeit fehlt, den Dämpfer auf den Steg zu setzen). Ist dagegen ein schärferer, obertonreicher Klang erwünscht, wird der Bogen nahe am Steg geführt (sul ponticello).
Aufgehoben werden sul tasto oder sul ponticello mit der Anweisung ordinare (gewöhnlich (italienisch)) oder abgekürzt ord.
Gleichbedeutend mit flautando sind die italienischen Anweisungen sul tasto oder sulla tastiera sowie französisch sur la touche („auf dem Griffbrett“).
Gelegentlich wird der Terminus flautando auch für das Flageolettspiel verwendet.